# Alopecurus borii
Alopecurus borii är en gräsart som beskrevs av Nikolai Nikolaievich Tzvelev. Alopecurus borii ingår i släktet kavlen, och familjen gräs. Inga underarter finns listade i Catalogue of Life.